# Aceralia
Асералья (Aceralia, ісп. Aceralia, також Aceralia Corporación Siderúrgica) — колишня іспанська металургійна компанія. Була заснована у 1997 році об'єднанням іспанських компаній «CSI» (до 1994 року «Енсідеса») і «Альтос Орнос де Біскайя». У 2001 році разом з люксембурзькою «Арбед» і французькою «Юзінор» ввійшла до складу компанії «Arcelor», яка, в свою чергу, у 2006 році ввійшла до складу «ArcelorMittal».